# George M. Dallas
George M. Dallas (n. 10 iulie 1792, Pennsylvania, SUA – d. 31 decembrie 1864, Pennsylvania, SUA) a fost un politician american, Vicepreședinte al Statelor Unite ale Americii între 1845 și 1849.
A fost senator (1831-1833) iar ulterior, ambasador în Rusia (1835-1839).